# АрміяInform

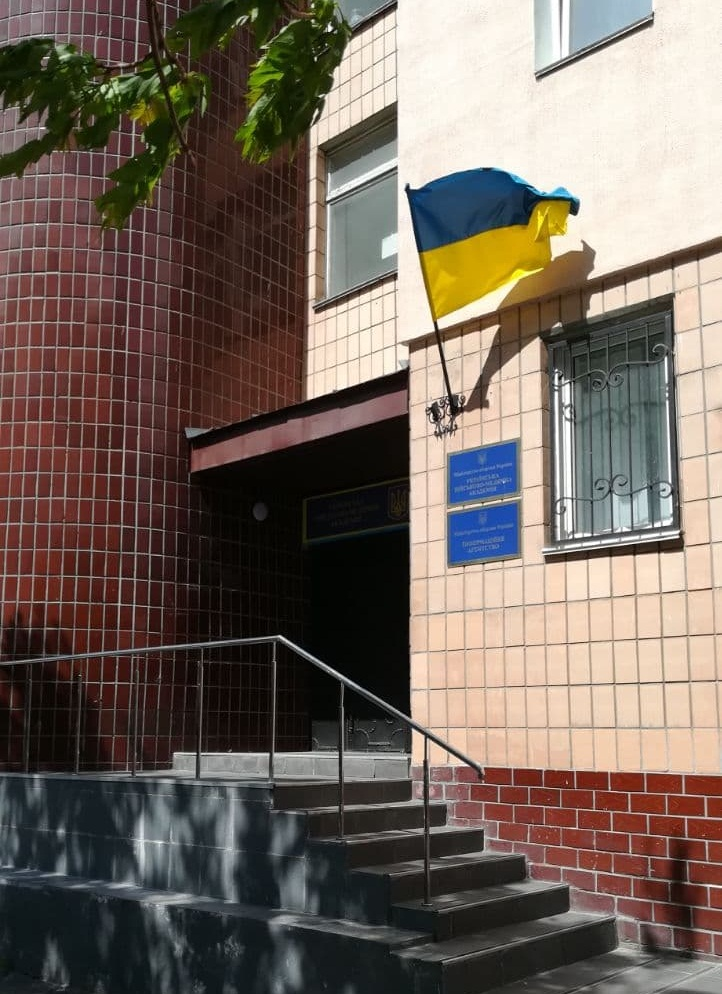
Вхід до приміщення Інформаційного агентства Міністерства оборони України та Української військово-медичної академії

АрміяInform — онлайн-медіа Міністерства оборони України, створене у грудні 2018 року.
Висвітлює події у сфері оборони і безпеки: оперативна інформація, аналітика, ексклюзивні коментарі, інтерв'ю, фоторепортажі, інфографіка, відеостріми з місця події.
Співпрацює з пресслужбами та службами зв'язків з громадськістю військових частин і підрозділів, з військовими організаціями, електронними й друкованими ЗМІ, теле- та радіокомпаніями України, закордонними медіа, органами влади, посольствами й консульствами, підприємствами ОПК.
На базі пресцентра агентства організоване проведення та комплексний медіасупровід пресконференцій, брифінгів, круглих столів, інтернет-конференцій, презентацій, семінарів, виставок.
Матеріали на сайті інформаційного агентства розміщуються на умовах ліцензії Creative Commons Attribution 4.0 International.

## Історія
У липні 2019 року відбулася презентація інформаційного агентства «АрміяІnform», у якій взяли участь начальник Управління комунікацій та преси Міністерства оборони України полковник Олексій Чорнобай, начальник Інформаційного агентства полковник Геннадій Карпюк, представники засобів масової інформації.
На початку роботи інформаційного агентства його творчий колектив склали журналісти колишніх військових видань: газет «Народна армія» та «Флот України», а також журналу «Військо України».
У березні 2023 року ухвалене рішення про реформування військових медіа, тож з січня 2024 року інформаційне агентство реформоване в інтернет-медіа.
До кінця 2023 року АрміяInform мала мережу кореспондентських пунктів (корпункти). Кореспонденти агентства працювали у всіх регіонах України, зокрема постійно в районі бойових дій на сході України; від початку широкомасштабного вторгнення Росії мобільні групи агентства висвітлювали події в усіх районах бойових дій: Харківська, Луганська, Донецька, Запорізька області тощо.
Має професійну фотослужбу та власний фотоархів.

## Керівництво
Начальником АрміяInform з січня 2024 р. є полковник Тетяна Павлівна Мороз.

### Колишні керівники
- 2019—2021 — полковник Геннадій Вікторович Карпюк;
- жовтень 2021 — січень 2022 — полковник Анатолій Юрійович Стельмах;
- січень 2022 — грудень 2023 — полковник Віталій Іванович Саранцев.